# Caterina Caselli
Caterina Caselli (ur. 10 kwietnia 1946 w Modenie) – włoska piosenkarka, popularna w latach 60. oraz producentka muzyczna (od lat 70.). Odkrywczyni talentu Andrei Bocellego (1992).

## Życiorys

### Lata 60.
Caterina Caselli urodziła się w Modenie, lecz wychowywała w Sassuolo. Doświadczenie muzyczne zdobywała w salach tanecznych z własnym zespołem bigbitowym Gli Amici, w którym była wokalistką i basistką. Mając 14 lat dała swój pierwszy koncert. Odbył się on w teatrze parafialnym we Fiorano Modenese, a młoda artystka zaśpiewała wówczas dwie piosenki: „Il tuo bacio è come un rock” i „Tintarella di luna”. Mając 17 lat wzięła udział w konkursie Voci nuove w Castrocaro Terme e Terra del Sole docierając do półfinału. Została zauważona przez producenta płytowego Alberto Carischa, który zaangażował ją do własnej wytwórni MRC. Nagrała dla niej singiel „Sciocca”/„Ti telefono tutte le sere”, który jednak nie osiągnął spodziewanego sukcesu. Rok później podpisała umowę z CGD dei Sugar. Wzięła udział w konkursie Cantagiro z włoską wersją piosenki zespołu Them „Baby please don’t go”, zatytułowaną „Sono qui con voi”. Jej ówczesny repertuar składał się z klasycznych utworów rock and rollowych i rhythm and bluesowych, które wykonywała ze swym zespołem w salach tanecznych Emilii-Romanii.
Znaczący sukces odniosła dopiero w 1966 roku, kiedy Adriano Celentano postanowił zaprezentować na festiwalu w San Remo piosenkę „Il ragazzo della via Gluck” rezygnując z przygotowanej dla niego „Nessuno mi può giudicare”, której wykonanie powierzono właśnie Caselli. W konkursie zaśpiewała ją w parze z Genem Pitneyem. Przy tej okazji zyskała przydomek „Casco d’oro” („Złoty Kask”), nadany z powodu fryzury, wymyślonej specjalnie dla niej przez stylistę Vergottiniego, nawiązującej do fryzur członków zespołu The Beatles. Pseudonim ten towarzyszył artystce w dalszym ciągu jej kariery artystycznej. Chociaż Festiwal w San Remo wygrali Gigliola Cinquetti i Domenico Modugno z piosenką „Dio, come ti amo”, to sukces komercyjny osiągnęła piosenka „Nessuno mi può giudicare” (ponad milion sprzedanych egzemplarzy) pozostając przez dziewięć kolejnych tygodni na szczycie wszystkich klasyfikacji i przynosząc dużą popularność jej wykonawczyni. Korzystając z okazji Ettore Maria Fizzarotti nakręcił film muzyczny pod tym samym tytułem, a sama piosenka zyskała popularność również za granicą: w Hiszpanii (pod tytułem „Ninguno me puede juzgar”) i we Francji („Baisse un peu la radio” w wykonaniu Dalidy). W tym samym roku Caselli nagrała „Tutto nero” (cover piosenki „Paint it black” zespołu The Rolling Stones), wygrała Festivalbar z piosenką „Perdono”, natomiast piosenka „L’uomo d’oro”, pochodząca z tego samego co „Perdono” singla, zajęła czwarte miejsce w konkursie Un disco per l’estate; jej sukces stał się pretekstem dla Fizzarottiego do nakręcenia kolejnego filmu muzycznego (pod tym samym tytułem). Wkrótce na rynku ukazał się wspólny album Caselli i amerykańskiego zespołu We Five, zatytułowany Caterina meets the We Five oraz jej własny, debiutancki album Casco d’oro, zawierający takie przeboje jak „Puoi farmi piangere” (cover „I put a spell on you”) czy „È la pioggia che va”.

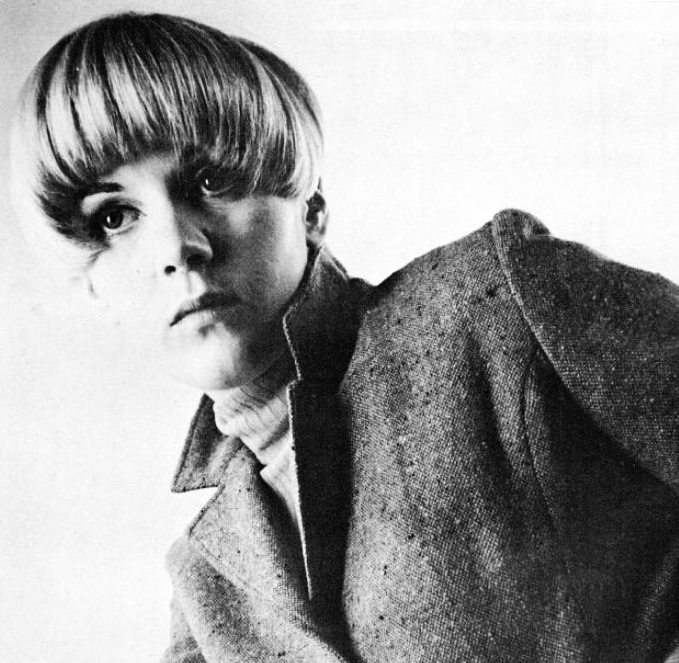
Caterina Caselli (1967)

W 1967 roku Caselli zaprezentowała na Festiwalu w San Remo piosenkę „Il cammino di ogni speranza”, wykonaną w parze z duetem Sonny & Cher, a później takie piosenki jak: „Sono bugiarda” (cover „I’m a Believer” zespołu The Monkees) i „Diamoci del tu” (wspólnie z Giorgio Gaberem). Wydała też album Diamoci del tu, noszący ten sam tytuł, co program telewizyjny w odcinkach, prowadzony przez nią wspólnie z Giorgio Gaberem między marcem a kwietniem 1967 roku. Na albumie znalazło się, między innymi, kilka piosenek napisanych przez Francesco Gucciniego: „Dio è morto”, „Per fare un uomo”, „Incubo N° 4” i „Le biciclette bianche”.
W 1968 roku nagrała kolejne piosenki: „Il volto della vita” (cover „The days of Pearly Spencer” Davida McWilliamsa), z którą wygrała konkurs Cantagiro, „L’orologio” (z którą uczestniczyła w konkursie Un disco per l’estate), “Insieme a te non ci sto più” (napisaną przez Paolo Conte) i „Il carnevale”.
W 1969 roku wystąpiła na Festiwalu w San Remo w parze z Johnnym Dorellim wykonując piosenkę „Il gioco dell’amore”.
Wystąpiła w kilku filmach: Io non protesto, io amo, Quando dico che ti amo (oba z 1967; ten drugi z udziałem takich gwiazd jak: Jimmy Fontana, Lucio Dalla, Enzo Jannacci i Tony Renis) i Non ti scordar di me (1968). Z kolei jej piosenka „Cento giorni” znalazła się na ścieżce dźwiękowej filmu Mózg (1969, w reżyserii Gérarda Oury).

### Lata 70.
W 1970 roku wystąpiła na Festiwalu w San Remo z piosenką „Re di cuori” wykonaną w parze z Nino Ferrerem, a w ramach Un disco per l’estate zaprezentowała piosenkę „Spero di svegliarmi presto”. W czerwcu wyszła za mąż za Piero Sugara, syna Ladislao Sugara, założyciela wytwórni noszącej jego nazwisko. Od tego momentu ograniczyła swą działalność piosenkarską; po „Viale Kennedy”, przedstawionej w konkursie Canzonissima powróciła w 1971 roku na Festiwal w San Remo z piosenką „Ninna nanna (cuore mio)”, wykonaną razem z zespołem Dik Dik. Urodziła syna, Filippo. W następnym roku wydała album Caterina Caselli, składający się z coverów takich artystów jak: Louis Armstrong, Bill Withers czy Harry Nilsson. Na Międzynarodowych Targach Muzyki Lekkiej (Mostra internazionale di musica leggera) w Wenecji zaprezentowała piosenkę „Le ali della gioventù”. W 1974 roku wydała album Primavera, odznaczający się wyrafinowanymi aranżacjami, ale chłodno przyjęty przez publiczność. W 1975 roku, po nagraniu piosenki „Una grande emozione” artystka oficjalnie wycofała się ze sceny muzycznej. Od tego momentu zajęła się wychowywaniem syna oraz produkcją muzyczną w założonej przez siebie w 1977 roku wytwórni Ascolto. Nagrała kilka piosenek w duetach: „L’Erminia teimp adree” (z Pierangelo Bertolim), czy „Falò” (z Dario Baldan Bembo).

### Lata 80.
W 1982 roku wytwórnia Ascolto została zamknięta, ale Caselli kontynuowała swą działalność pod szyldem CGD, a następnie Sugar Music. W 1983 wydała singiel „Amico è (inno dell’amicizia)” (nagrany wspólnie z Dario Baldan Bembo).

### Lata 90.
W 1990 roku wystąpiła na Festiwalu w San Remo, z piosenką „Bisognerebbe non pensare che a te”. W tym samym roku wydała album Amada mia, który zawierał niektóre jej przeboje w nowej interpretacji oraz nowe nagrania jak „Come mi vuoi” (autorstwa Paolo Conte) i „E se questa fosse l’ultima” (napisany przez Lucio Quarantotto). Jej działalność piosenkarska okazała się jednak tylko epizodem; artystka postanowiła kontynuować swą działalność łowczyni talentów, odkrywając między innymi takich wykonawców jak: Giuni Russo, Francesco Baccini, Andrea Bocelli, Paolo Vallesi, Elisa Toffoli, Piccola Orchestra Avion, Gerardina Trovato czy Gazosa. Jej wytwórnia natomiast osiągnęła drugie miejsce w Europie pod względem sprzedaży. W 1997 roku wystąpiła w filmie Tutti giù per terra, w reżyserii Davide Ferrario.

### XXI wiek
W 2004 roku wydała podwójny album, zawierający 40 jej największych przebojów. W 2005 roku wykonała nową wersję swego dawnego przeboju „Insieme a te non ci sto più”, zatytułowaną „Arrivederci amore ciao”, włączoną do ścieżki dźwiękowej filmu pod tym samym tytułem, nakręconego przez Michele Soavi. W 2009 roku wzięła udział w projekcie Artisti uniti per l’Abruzzo, nagrywając z 56 włoskimi artystami utwór „Domani 21/04.09”, z którego dochód został przekazany na rzecz osób dotkniętych trzęsieniem ziemi w mieście L’Aquila.
25 czerwca 2012 roku powróciła na estradę śpiewając „Insieme a te non ci sto più” oraz „Per fare un uomo” (wspólnie z Francesco Guccinim) w programie Concerto per l’Emilia zorganizowanym na Stadio Renato Dall'Ara w Bolonii również na rzecz ofiar trzęsienia ziemi. W koncercie wystąpili tacy znani artyści, pochodzący z Emilii-Romanii, jak: Luciano Ligabue, Laura Pausini, Zucchero, Francesco Guccini, Gianni Morandi, Cesare Cremonini, Luca Carboni, Nek, Samuele Bersani, Belli, Andrea Mingardi oraz zespoły: Nomadi i Modena City Ramblers.

## Dyskografia
W ciągu swej kariery artystycznej Caselli nagrała 9 albumów i 81 singli i EPek

### Albumy
- 1966 – Casco D’Oro
- 1967 – Diamoci del tu
- 1968 – Caterina Caselli
- 1970 – Caterina Caselli
- 1972 – Caterina Caselli
- 1974 – Primavera
- 1975 – Un grande emozione
- 1990 – Amada mia
- 2010 – Original Album Series (5CD)